# Kąty wierzchołkowe

Kąty wierzchołkowe – pary kątów wypukłych o wspólnym wierzchołku, w których ramiona jednego kąta stanowią
przedłużenia ramion drugiego. Kąty wierzchołkowe w takiej parze mają równe miary.
Dwie pary kątów wierzchołkowych powstają w wyniku przecięcia dwóch prostych:
Na powyższym rysunku pary kątów wierzchołkowych tworzą: α i γ oraz β i δ. Jednocześnie dowolny kąt z jednej z par jest przyległy do dowolnego kąta z drugiej pary.